# ISS-Expeditie 25
ISS Expeditie 25 is de vijfentwintigste missie naar het internationaal ruimtestation ISS die gepland stond voor september 2010.
Het was de vijfde missie die uit zes bemanningsleden bestond. De commandant van deze missie was Douglas Wheelock van de NASA zijn. Aangezien er zes bemanningsleden naar het ISS vertrokken moesten er twee Sojoezraketten gelanceerd moeten worden, omdat elke Sojoez maar drie bemanningsleden kan vervoeren.

## Bemanning
| Positie           | Eerste deel (september 2010)                   | Tweede deel (september 2010 - november 2010)   |
| ----------------- | ---------------------------------------------- | ---------------------------------------------- |
| Bevelhebber       | Douglas H. Wheelock, NASA 2e ruimtevlucht      | Douglas H. Wheelock, NASA 2e ruimtevlucht      |
| Flight Engineer 1 | Shannon Walker, NASA 1e ruimtevlucht           | Shannon Walker, NASA 1e ruimtevlucht           |
| Flight Engineer 2 | Fjodor Joertsjichin, Roskosmos 3e ruimtevlucht | Fjodor Joertsjichin, Roskosmos 3e ruimtevlucht |
| Flight Engineer 3 |                                                | Scott Kelly, NASA 3e ruimtevlucht              |
| Flight Engineer 4 |                                                | Aleksandr Kaleri, Roskosmos 5e ruimtevlucht    |
| Flight Engineer 5 |                                                | Oleg Skripotsjka, Roskosmos 1e ruimtevlucht    |